# Sicasica Fluctus
Il Sicasica Fluctus è una struttura geologica della superficie di Venere.